# Onciale 0128
- Papyrus
- Onciale
- Minuscules
- Lectionnaire

Le Codex 0128, portant le numéro de référence 0128 (Gregory-Aland), ε 071 (Soden), est un manuscrit du Nouveau Testament sur parchemin écrit en écriture grecque onciale.

## Description
Le codex se compose d'une folio. Il est écrit en deux colonnes, de 23 lignes par colonne. Les dimensions du manuscrit sont 35 x 25,5 cm. Les experts datent ce manuscrit du IXe siècle,. 
C'est un manuscrit contenant le texte incomplet de l'Évangile selon Matthieu (25,32-37.40-42.44-45). 
Le texte du codex représenté type mixte. Kurt Aland le classe en Catégorie III. 
Lieu de conservation
Il est actuellement conservé à la Bibliothèque nationale de France (Copt. 129,10 f. 208), à Paris,.